# Le Temple-de-Bretagne
Pour les articles homonymes, voir Le Temple et Bretagne (homonymie).
Le Temple-de-Bretagne est une commune de l'Ouest de la France, située dans le département de la Loire-Atlantique, en région Pays de la Loire. Elle fait partie de la Bretagne historique, située en pays Nantais, un des pays traditionnels de Bretagne.
C'est la plus petite commune de la Loire-Atlantique pour la superficie.

## Géographie

Situation de la commune du Temple-de-Bretagne dans le département de la Loire-Atlantique.

Le Temple-de-Bretagne est situé sur le Sillon de Bretagne, à 20 km au nord-ouest de Nantes.
Les communes limitrophes sont Fay-de-Bretagne, Vigneux-de-Bretagne, Cordemais et Malville.
Selon le classement établi par l'Insee en 2010, Le Temple-de-Bretagne est une commune urbaine monopolarisée qui fait partie de l'aire urbaine de Nantes  et de l'espace urbain de Nantes-Saint-Nazaire (cf. Liste des communes de la Loire-Atlantique).
| Malville  | Fay-de-Bretagne    |                     |
|           | Temple-de-Bretagne | Vigneux-de-Bretagne |
| Cordemais | Cordemais          |                     |

### Climat
Pour des articles plus généraux, voir Climat des Pays de la Loire et Climat de la Loire-Atlantique.
En 2010, le climat de la commune est de type climat océanique franc, selon une étude du CNRS s'appuyant sur une série de données couvrant la période 1971-2000. En 2020, Météo-France publie une typologie des climats de la France métropolitaine dans laquelle la commune est exposée à un climat océanique et est dans la région climatique  Bretagne orientale et méridionale, Pays nantais, Vendée, caractérisée par une faible pluviométrie en été et une bonne insolation. 
Pour la période 1971-2000, la température annuelle moyenne est de 11,7 °C, avec une amplitude thermique annuelle de 13,4 °C. Le cumul annuel moyen de précipitations est de 799 mm, avec 12,4 jours de précipitations en janvier et 6,8 jours en juillet. Pour la période 1991-2020, la température moyenne annuelle observée sur la station météorologique de Météo-France la plus proche, sur la commune de Blain à 17 km à vol d'oiseau, est de 12,1 °C et le cumul annuel moyen de précipitations est de 837,6 mm,. Pour l'avenir, les paramètres climatiques de la commune estimés pour 2050 selon différents scénarios d'émission de gaz à effet de serre sont consultables sur un site dédié publié par Météo-France en novembre 2022.

## Urbanisme

### Typologie
Au 1er janvier 2024, Le Temple-de-Bretagne est catégorisée bourg rural, selon la nouvelle grille communale de densité à sept niveaux définie par l'Insee en 2022.
Elle appartient à l'unité urbaine de Vigneux-de-Bretagne, une agglomération intra-départementale regroupant deux  communes, dont elle est une commune de la banlieue,,. Par ailleurs la commune fait partie de l'aire d'attraction de Nantes, dont elle est une commune de la couronne,. Cette aire, qui regroupe 116 communes, est catégorisée dans les aires de 700 000 habitants ou plus (hors Paris),.

### Occupation des sols
L'occupation des sols de la commune, telle qu'elle ressort de la base de données européenne d’occupation biophysique des sols Corine Land Cover (CLC), est marquée par l'importance des territoires agricoles (50,8 % en 2018), en diminution par rapport à 1990 (57,1 %). La répartition détaillée en 2018 est la suivante : 
zones urbanisées (49,2 %), zones agricoles hétérogènes (33,6 %), terres arables (12,9 %), prairies (4,4 %). L'évolution de l’occupation des sols de la commune et de ses infrastructures peut être observée sur les différentes représentations cartographiques du territoire : la carte de Cassini (XVIIIe siècle), la carte d'état-major (1820-1866) et les cartes ou photos aériennes de l'IGN pour la période actuelle (1950 à aujourd'hui).

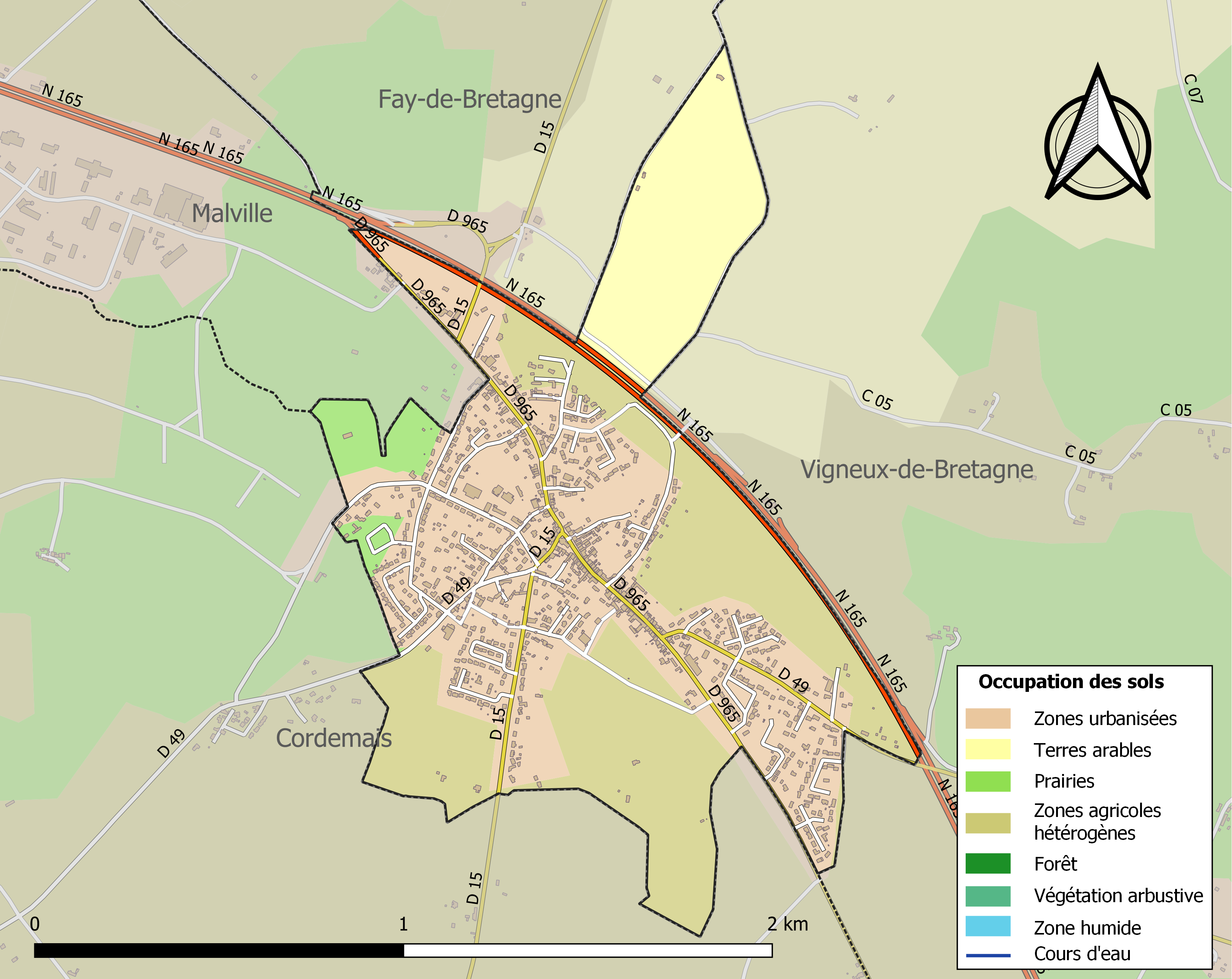
Carte des infrastructures et de l'occupation des sols de la commune en 2018 (CLC).

## Toponymie
Le territoire du Temple-de-Bretagne s'appelait primitivement Maupertus. Le nom de la localité est attesté sous la forme Maupertus en 1189, Temple-Mauperthuis au XIIe siècle, Templum en 1254
.
Le nom de Temple-de-Bretagne vient de l'ordre du Temple.
Après la dévolution des biens de l'ordre du Temple, leurs possessions passent aux Hospitaliers et sont vendus en 1792. C'est en 1871 que la municipalité décide de changer le nom de la commune en « Le Temple-de-Bretagne ».
La commune se situe dans la zone linguistique du gallo. Langue dans laquelle le nom peut s'écrire Le Templ selon la graphie ABCD ou Le Tenpl selon la graphie MOGA. Dans les deux cas, la prononciation est [ltɑ̃p].
La forme bretonne proposée par l'Office public de la langue bretonne est Templ-Breizh.

## Histoire
En 1917 l’abbé P. Grégoire publia une brochure intitulée : Une bourgade de la Loire Inférieure, Le Temple de Bretagne.
À cinq lieues de Nantes, sur le grand chemin de Vannes après avoir traversé à mi-distance environ la bourgade de Sautron, le voyageur en rencontrait une autre, où la poste faisait son premier relais à l’hôtel du Lion d’Or. De toute nécessité il fallait y faire halte.
L’hôtel du Pigeon Blanc, qui n’est plus qu’une ruine à présent, était primitivement, sans doute, le seul relais pour les chevaux de poste. Il borde l’ancien chemin. Ce chemin dépavé, mal entretenu, qui formait en grande partie la limite de la paroisse partait de la croix du commandeur, contournait les maisons du bourg, passait à la Pionnerie, rasant le bois et longeant la fontaine Moret. De la route de Cordemais, il allait rejoindre la route actuelle au-dessus du village de la Mariaudais. C’était cela le Maupertuis ou mauvais passage du XVIIe siècle, on l’abandonna et l’on traça en ligne droite une large voie dans la traverse du bourg. L’hôtel du Pigeon Blanc se trouvait par là-même délaissé. Aussi construisit-on à gauche dès l’entrée du village, en venant de Nantes, l’hôtel du Lion qui s’appela plus tard du Lion d’Or ; cette maison, désaffectée depuis longtemps, porte la date de 1602. Elle a grand air et se trouve en retrait de la route, laissant devant elle un vaste espace pour les voyageurs et les diligences. L’hôtel du « Sillon de Bretagne », construit au XIXe siècle, masque cette vieille maison hélas récemment détruite. À côté et dans le même alignement il en est une autre qui paraît plus ancienne et où pendait, dit-on, l’enseigne du Pélican.
Pour faire revivre la bourgade telle qu’elle pouvait l’être en ces siècles passés, il faudrait raconter une relation écrite par un voyageur de ce temps-là, François-Nicolas Baudot Dubuisson-Aubenay, ce touriste du XVIIe siècle qui visita la province en malle-poste et à cheval passa certainement au Temple. D’après son Itinéraire de Bretagne (1636), en venant de Vannes, il fit halte à Pontchâteau et à Coislin en Campbon et nous dit qu’en traversant la chaussée de l’étang de Malville, il reprit au Temple le grand chemin de Nantes, mais il n’ajoute rien, bien qu’il se plaise à décrire les endroits où il passe. Jouvain, un autre voyageur de la même époque, dans son Voyage en Bretagne (1672), parle du chemin de Nantes à Brest par Vannes ; il admire les maisons de campagne qui entourent la ville et il poursuit :  « Il faut passer une grande plaine qui ne produit rien jusqu'à Sotteron (Sautron), paroisse à deux lieues et quelque, peu de bois avec des Landes où est le Temple ; ensuite nous traversâmes une campagne de 5 lieues de long qui finissent à Pontchâteau ». Voilà tout ce que les voyageurs d’autrefois nous font connaître.
Rappelons en terminant cette monographie Comment le Temple Maupertuis devint le Temple de Bretagne. Pendant la Révolution, dans les actes publics, on supprime la dénomination de Maupertuis. Demanda-t-on à la Convention d’être légalement autorisée à le faire ? Nous n’avons point trouvé de décret, et pourtant on sait quels noms furent imposés à toutes les localités dont le nom rappelait l’Ancien Régime ou la religion. Ce que nous savons c’est que la municipalité dans sa séance du 10 messidor an VIII (28 juin 1800), décida que l’on appellerait la commune par ce simple mot : « Le Temple ».
Cependant on s’aperçut plus tard qu’il pouvait y avoir confusion avec bien d’autres localités en France, d’anciennes commanderies qui portaient le même nom. On eut l’idée d’ajouter « de Bretagne » comme cela se fit pour la commune voisine de Fay. Toutefois, cette dénomination n’avait rien d’officiel. À l’époque de l’établissement du réseau télégraphique, la municipalité déclara à la commission chargée d’établir les services de correspondance que depuis longtemps la commune s’appelait « Le-Temple-de-Bretagne ». D’après cette déclaration du 24 août 1887, le sous-préfet de Saint-Nazaire enquêta sur l’affaire, et au mois suivant, le 11 septembre, le conseil se prononça nettement pour garder cette nomination qui fut approuvée par le décret présidentiel du 27 juillet de l’année suivante.
Maupertuis n’est donc plus aujourd’hui qu’un mauvais souvenir, et rien ne saurait le rappeler. Les habitants du Temple, affables et hospitaliers ont fait de leur localité un lieu où l’on n’a plus besoin pour sa sécurité des Hospitaliers ni de braves gendarmes.

### Les Templiers et les Hospitaliers
Toutes les informations sont tirées d'une brochure intitulée : Une bourgade de la Loire Inférieure, Le Temple de Bretagne de l’abbé P. Grégoire publiée en 1917.
Cette petite localité était une ancienne commanderie, où les chevaliers de Terre Sainte s’étaient établis pour protéger les passants contre les malfaiteurs embusqués dans les broussailles des landes et des bois. Aussi nos pères avaient-ils appelés cet endroit Le Temple Maupertuis (mauvais passage), tant à cause de son origine que de sa situation. Au siècle dernier et même de longtemps il n’en était plus ainsi : la route rectifiée, la forêt abattue, les landes défrichées tout était changé.
Il faut arriver en 1182 (mais on pense que le temple existait bien avant cette date) pour trouver un texte qui fasse mention de cet établissement. La charte dont il s’agit, attribuée au duc Conan IV qui mourut en 1166 doit être regardée comme apocryphe ; cependant elle garde toute sa valeur pour la date qu’elle porte. On y relate toutes les possessions des Templiers. Entre autres est celle-ci : Molendina de Maupertuis. Il y avait donc là appartenant aux Templiers dès cette époque reculée, des moulins.
Mais une autre pièce d’archive est plus explicite. Le 28 août 1219, un chevalier croisé du pays Nantais, Philippe de Vigneux, se trouvant en Palestine, au camp de l’armée assiégeant Damiette, « fait don à Dieu, à la bienheureuse Vierge Marie et aux frères de la milice du Temple de Salomon pour le salut de son âme, de tous les droits de pacage et coutumes lui appartenant au village des dits frères de Maupertuis. » Il fit cette donation en présence de plusieurs compagnons d’armes, en particulier Chautard de Rougé et Rosselin de Sion. Ce document est si authentique que les habitants du Temple jouirent de ces droits jusqu’à la Révolution.
Dans le chartier du Temple et des Hospitaliers de l'ordre de Saint-Jean de Jérusalem, plus de mention de Maupertuis jusqu’à la date de 1580. De cette époque est un aveu du commandeur de Nantes affirmant « avoir une haute justice qu’il exerce au bourg du Temple Maupertuis et y jouir des droits de moulins et de coutumes et lui appartenir aussi de pouvoir de preste la cure et la paroisse de St Léonard du Temple Maupertuis, ladite église et son presbytère se trouvant en son fief et fondé par luy ».
La possession était de minime importance car le rôle entier de la paroisse était de 20 Fr par denier, plus cinq chapons et deux poules, payables à la Toussaint et à Pâques. Mais le fief du commandeur s’étendait dans les paroisses voisines : Malville, Quilly, Guenrouët, Campbon et Prinquiau. Il y avait aussi le droit de lever des dîmes dans toute la paroisse du Temple.
Le domaine de la commanderie se composait ainsi : « au bourg un bois de haute futaie de quatre journaux, ailleurs neuf journaux de terres labourable, 400 journaux de landes et communs, où les gens du commandeurs font pasturer leur bestail ».
L’église paroissiale de Saint-Léonard aurait-elle été le premier centre religieux de Maupertuis ? Nous serions portés à croire que ce fut la petite chapelle dite de Notre-Dame-de-Toutes-Vertus. Le culte de la Sainte Vierge étant dans la tradition de l’ordre de Saint-Jean de Jérusalem, il se peut que les Hospitaliers eussent d’abord élevé ce modeste sanctuaire en l’honneur de leur patronne, avant de construire une église dédiée à saint Léonard, patron des prisonniers.
Une vieille chronique rapporte qu’à la suite d’une expédition sur les côtes barbaresques, on ramena au pays beaucoup de prisonniers maures et bédouins qu’on employa au défrichement des landes et qui se mêlèrent plus tard à la population indigène par mariage.
Cette chapelle de Toutes Vertus qu’entourait autrefois un cimetière et auprès de laquelle il y avait une fontaine vénérée, (celle-ci se voit encore mais semble négligée) porte le cachet du XVIe siècle, avec des remaniements qui la défigurent en partie. À côté d’elle on remarquera de vieilles masures et en particulier une très ancienne construction, sur le chemin du cimetière, qui porte le nom d’Ermitage. Cette maison n’aurait-elle pas été primitivement la maison du desservant ou du gardien de la chapelle ?
L’église Saint-Léonard, pauvre et petite telle que vous l’avez vu en 1830 formait une simple nef entourée d’un petit cimetière. On voit au pied du mur de l’abside un puits (une pompe actuellement) qui sert encore à la population du bourg : il doit dater de la construction primitive, selon l’usage d’autrefois.
La seigneurie du Temple Maupertuis, annexe de Sainte-Catherine et de Saint-Jean n’existait plus au XVIIe siècle.
Les Hospitaliers de l’ordre de Saint-Jean de Jérusalem y avaient droit de haute justice, de moulins et autres privilèges féodaux. On nomme encore dans le pays un pré de la justice situé à gauche en entrant dans le bourg par la route de Nantes, entre la route actuelle et le vieux chemin ; la potence devait s’y élever et les condamnés qu’on exécutait après jugement avait là leur sépulture.
Une très vieille croix, qu’on appelle la « Croix du commandeur », bordant le chemin et le pré que nous venons de mentionner, se dresse toujours aux yeux des passants. À son pied on aurait trouvé des ossements humains ; elle a perdu un bras qu’un véhicule aurait, dit-on, brisé.
Le cadastre indique la place du four banal et de la fuye qui devait se trouver entre le presbytère actuel et l’église.
On remarque au bout du bourg et du même côté de la route une vieille habitation qui semblerait remonter au temps de l’établissement des Templiers ou du moins des Hospitaliers : on l’appelle la Cour. Il est vraisemblable qu’elle fut manoir de l’Ordre. Dans la suite elle devint une maison noble. Aujourd’hui elle est un peu défigurée mais elle existe dans sa totalité, hormis une tour qui se trouvait derrière le manoir et qui existait encore en 1917.
Un point d’histoire qu’il aurait été agréable d’éclaircir, c’est de savoir à quelle date les Hospitaliers ont abandonné leur poste de Maupertuis. Sans doute les Templiers y ont pris leur établissement et certainement leur héritiers durent-ils continuer la sauvegarde de ce passage dangereux. Si au début du XVIIe siècle le manoir de la cour ne servait plus que de résidence à des particuliers, c’est que le poste de police n’existait plus et que les Hospitaliers avaient fait abandon d’une partie de leurs droits seigneuriaux, ne gardant que les revenus et les redevances. En 1656, Daniel de Mailly, chevalier de Malte, signe au bas d’un acte de baptême sur le registre de Vigneux. Il ne faut pas en conclure qu’il habitait au Temple, mais plutôt qu’il était en tournée de visite, selon les prescriptions de la règle de Malte.

## Héraldique
| Blason | Blasonnement : D'hermine à la croix templière haussée, alésée, mouvant de la pointe, au bras senestre brisé, peinte au naturel. Commentaires : La croix représentée est la Croix du Commandeur de la ville. Cette croix a perdu un bras, qu'un véhicule aurait brisé. L'hermine évoque le blasonnement d'hermine plain de la Bretagne, rappelant l'appartenance passée de la ville au duché de Bretagne. Blason conçu par Olivier Cruau et Y. Soudy (délibération municipale en 1995). |

## Politique et administration

### Budget
| Évolution de l'endettement (en milliers d’€) |

| Taxe d'habitation    | 16,68 % | 17,18 % | 17,35 % | 17,52 % | 17,69 % | 17,69 % | 17,69 % |
| Foncier bâti         | 16,34 % | 16,83 % | 17,00 % | 17,17 % | 17,34 % | 17,34 % | 17,34 % |
| Foncier non bâti     | 38,81 % | 39,97 % | 40,36 % | 40,36 % | 40,76 % | 40,76 % | 40,76 % |
| Taxe professionnelle | 0,00 %  | 0,00 %  | 0,00 %  | 0,00 %  | 0,00 %  | 0,00 %  | 0,00 %  |
|                      | 2009    | 2010    | 2011    | 2012    | 2013    | 2014    | 2015    |

## Population et société

### Démographie

#### Évolution démographique
L'évolution du nombre d'habitants est connue à travers les recensements de la population effectués dans la commune depuis 1793. Pour les communes de moins de 10 000 habitants, une enquête de recensement portant sur toute la population est réalisée tous les cinq ans, les populations de référence des années intermédiaires étant quant à elles estimées par interpolation ou extrapolation. Pour la commune, le premier recensement exhaustif entrant dans le cadre du nouveau dispositif a été réalisé en 2008.

En 2022, la commune comptait 2 005 habitants, en évolution de +3,99 % par rapport à 2016 (Loire-Atlantique : +6,68 %, France hors Mayotte : +2,11 %).
| 1793 | 1800 | 1806 | 1821 | 1831 | 1836 | 1841 | 1846 | 1851 |
| ---- | ---- | ---- | ---- | ---- | ---- | ---- | ---- | ---- |
| 331  | 302  | 337  | 508  | 610  | 510  | 558  | 615  | 616  |

| 1856 | 1861 | 1866 | 1872 | 1876 | 1881 | 1886 | 1891 | 1896 |
| ---- | ---- | ---- | ---- | ---- | ---- | ---- | ---- | ---- |
| 557  | 579  | 578  | 556  | 524  | 517  | 547  | 569  | 578  |

| 1901 | 1906 | 1911 | 1921 | 1926 | 1931 | 1936 | 1946 | 1954 |
| ---- | ---- | ---- | ---- | ---- | ---- | ---- | ---- | ---- |
| 494  | 504  | 497  | 429  | 412  | 402  | 372  | 377  | 435  |

| 1962 | 1968 | 1975 | 1982  | 1990  | 1999  | 2006  | 2008  | 2013  |
| ---- | ---- | ---- | ----- | ----- | ----- | ----- | ----- | ----- |
| 539  | 519  | 612  | 1 009 | 1 420 | 1 557 | 1 768 | 1 828 | 1 873 |

| 2018  | 2022  | - | - | - | - | - | - | - |
| ----- | ----- | - | - | - | - | - | - | - |
| 2 006 | 2 005 | - | - | - | - | - | - | - |

#### Pyramide des âges
La population de la commune est relativement jeune.
En 2018, le taux de personnes d'un âge inférieur à 30 ans s'élève à 40,0 %, soit au-dessus de la moyenne départementale (37,3 %). À l'inverse, le taux de personnes d'âge supérieur à 60 ans est de 16,6 % la même année, alors qu'il est de 23,8 % au niveau départemental.
En 2018, la commune comptait 1 008 hommes pour 998 femmes, soit un taux de 50,25 % d'hommes, légèrement supérieur au taux départemental (48,58 %).
Les pyramides des âges de la commune et du département s'établissent comme suit.
| Hommes | Classe d’âge | Femmes |
| ------ | ------------ | ------ |
| 0,1    | 90 ou +      | 0,4    |
| 2,9    | 75-89 ans    | 4,0    |
| 12,0   | 60-74 ans    | 13,8   |
| 20,1   | 45-59 ans    | 18,1   |
| 23,6   | 30-44 ans    | 24,8   |
| 14,3   | 15-29 ans    | 15,7   |
| 27,0   | 0-14 ans     | 23,0   |

| Hommes | Classe d’âge | Femmes |
| ------ | ------------ | ------ |
| 0,6    | 90 ou +      | 1,8    |
| 6      | 75-89 ans    | 8,6    |
| 15,1   | 60-74 ans    | 16,4   |
| 19,4   | 45-59 ans    | 18,8   |
| 20,1   | 30-44 ans    | 19,3   |
| 19,2   | 15-29 ans    | 17,4   |
| 19,5   | 0-14 ans     | 17,6   |

## Lieux et monuments
- Site du bourg au point culminant du Sillon de Bretagne (91 m)
- La chapelle Notre Dame de toutes Vertus[25]
- La Croix du Commandeur
- Le monument aux morts de 14-18 et 39-45 se situe près de l'église paroissiale. La liste des soldats ayant succombé lors des 2 guerres se trouve sur le relevé no 29972 du site MémorialWebGen

## Personnalités liées à la commune
Groupe de musique The Super Voisins

## Fête
- Fête du cidre, 2e dimanche d'octobre
- Vide-greniers, 1er dimanche de septembre